# 菜豆素
菜豆素是一种有机化合物，分子式C20H18O4，存在于法国豆角（学名：Phaseolus vulgaris）种子和翅果刺桐（学名： Erythrina subumbrans）的茎中。